# Вринчоая
Вринчоая (рум. Vrâncioaia) — село у повіті Вранча в Румунії. Адміністративний центр комуни Вринчоая.
Село розташоване на відстані 166 км на північ від Бухареста, 39 км на північний захід від Фокшан, 112 км на північний захід від Галаца, 89 км на схід від Брашова.

## Населення
За даними перепису населення 2002 року у селі проживали 658 осіб, усі — румуни. Усі жителі села рідною мовою назвали румунську.